# Nintendo Classic Mini: Nintendo Entertainment System
Das Nintendo Classic Mini: Nintendo Entertainment System (kurz NES Classic Mini) in Europa und Australien, alternativ NES Classic Edition in Nordamerika, ist eine am 11. November 2016 in Europa, Australien und Nordamerika erschienene stationäre Spielkonsole von Nintendo. Sie ist eine technisch verbesserte und kompaktere Neuauflage des Nintendo Entertainment Systems von 1985.
2017 erschien mit dem Nintendo Classic Mini: Super Nintendo Entertainment System eine Nachfolgerkonsole.

## Lieferumfang
Im Paket der NES Classic Mini befinden sich neben der Konsole an sich ein Nintendo Classic Mini: NES-Controller mit einer Kabellänge von etwa 70 cm (als Vergleich: Der originale NES-Controller hat eine Kabellänge von etwa 240 cm), ein HDMI-Kabel und ein USB-Kabel zur Stromversorgung. Ein Steckdosenadapter für das USB-Kabel ist nicht enthalten. Dazu sind auf der Konsole 30 NES-Klassiker vorinstalliert.

## Spiele
| Spieletitel                                        | Erscheinungsjahr | Spielerzahl | Publisher        | Europa / USA | Japan | Anmerkung                                                                      |
| -------------------------------------------------- | ---------------- | ----------- | ---------------- | ------------ | ----- | ------------------------------------------------------------------------------ |
| Atlantis no Nazo                                   | 1986             | 1           | Sunsoft          | nein         | ja    |                                                                                |
| Balloon Fight                                      | 1985             | 1–2         | Nintendo         | ja           | ja    |                                                                                |
| Bubble Bobble                                      | 1986             | 1–2         | Taito            | ja           | nein  |                                                                                |
| Castlevania                                        | 1986             | 1           | Konami           | ja           | ja    |                                                                                |
| Castlevania II: Simon’s Quest                      | 1987             | 1           | Konami           | ja           | nein  |                                                                                |
| Donkey Kong                                        | 1986             | 1–2         | Nintendo         | ja           | ja    |                                                                                |
| Donkey Kong Jr.                                    | 1982             | 1–2         | Nintendo         | ja           | nein  |                                                                                |
| Double Dragon II: The Revenge                      | 1989             | 1–2         | Arc System Works | ja           | ja    |                                                                                |
| Downtown Nekketsu Kōshinkyoku: Soreyuke Daiundōkai | 1990             | 1–4         | Arc System Works | nein         | ja    |                                                                                |
| Downtown Nekketsu Monogatari                       | 1989             | 1–2         | Arc System Works | nein         | ja    | In Europa als Street Gangs und in den USA als River City Ransom veröffentlicht |
| Dr. Mario                                          | 1990             | 1–2         | Nintendo         | ja           | ja    |                                                                                |
| Excitebike                                         | 1984             | 1           | Nintendo         | ja           | ja    |                                                                                |
| Final Fantasy                                      | 1987             | 1           | Square Enix      | ja           | nein  |                                                                                |
| Final Fantasy III                                  | 1990             | 1           | Square Enix      | nein         | ja    |                                                                                |
| Galaga                                             | 1988             | 1–2         | Bandai Namco     | ja           | ja    |                                                                                |
| Ghosts ’n Goblins                                  | 1986             | 1           | Capcom           | ja           | ja    |                                                                                |
| Gradius                                            | 1986             | 1–2         | Konami           | ja           | ja    |                                                                                |
| Ice Climber                                        | 1985             | 1–2         | Nintendo         | ja           | ja    |                                                                                |
| Kid Icarus                                         | 1986             | 1           | Nintendo         | ja           | nein  |                                                                                |
| Kirby's Adventure                                  | 1993             | 1           | Nintendo         | ja           | ja    |                                                                                |
| Mario Bros.                                        | 1983             | 1–2         | Nintendo         | ja           | ja    |                                                                                |
| Mario Open Golf                                    | 1991             | 1–2         | Nintendo         | nein         | ja    | In Europa und den USA als NES Open Tournament Golf veröffentlicht              |
| Mega Man 2                                         | 1989             | 1           | Capcom           | ja           | ja    |                                                                                |
| Metroid                                            | 1986             | 1           | Nintendo         | ja           | ja    |                                                                                |
| Ninja Gaiden                                       | 1988             | 1           | Koei Tecmo       | ja           | ja    | In Europa als Shadow Warriors veröffentlicht                                   |
| Pac-Man                                            | 1984             | 1–2         | Bandai Namco     | ja           | ja    |                                                                                |
| Punch-Out!! Featuring Mr. Dream                    | 1987             | 1           | Nintendo         | ja           | nein  |                                                                                |
| Solomon no Kagi                                    | 1986             | 1           | Koei Tecmo       | nein         | ja    | In Europa und den USA als Solomon’s Key veröffentlicht                         |
| StarTropics                                        | 1990             | 1           | Nintendo         | ja           | nein  |                                                                                |
| Super C                                            | 1990             | 1–2         | Konami           | ja           | ja    | In Europa als Probotector II – Return of the Evil Forces veröffentlicht        |
| Super Mario Bros.                                  | 1985             | 1–2         | Nintendo         | ja           | ja    |                                                                                |
| Super Mario Bros. 2                                | 1988             | 1           | Nintendo         | ja           | ja    |                                                                                |
| Super Mario Bros. 3                                | 1988             | 1–2         | Nintendo         | ja           | ja    |                                                                                |
| Tecmo Bowl                                         | 1989             | 1–2         | Koei Tecmo       | ja           | nein  |                                                                                |
| The Legend of Zelda                                | 1986             | 1           | Nintendo         | ja           | ja    |                                                                                |
| Tsuppari Ōzumō                                     | 1987             | 1           | Koei Tecmo       | nein         | ja    |                                                                                |
| Yie Ar Kung-Fu                                     | 1985             | 1           | Konami           | nein         | ja    |                                                                                |
| Zelda II: The Adventure of Link                    | 1987             | 1           | Nintendo         | ja           | ja    |                                                                                |

## Technische Details
Das NES Classic Mini hat Abmessungen von 133 mm × 45 mm × 104 mm und wiegt 174 g, zum Vergleich hat das originale NES Abmessungen von 255 mm × 85 mm × 202 mm und ein Gewicht von 1247,9 g.
An der Vorderseite findet man neben der Einschalttaste eine Reset-Taste und eine Status-LED. Die Konsole wird per HDMI an einen Bildschirm angeschlossen und unterstützt HD-Wiedergabe in 60 Hz. Die Stromversorgung erfolgt über Micro-USB, wie es beispielsweise bei Smartphones üblich ist. Dazu bietet sie drei verschiedene Darstellungsmodi:
- CRT-Filter: Bildbearbeitung zur Simulation alter Fernseher und Bildschirme
- Verändertes Seitenverhältnis: Veraltete 4:3-Darstellung, nachempfunden basierend auf dem NES
- Originalauflösung: Spiele werden so, wie sie ursprünglich geschrieben wurden, dargestellt

Die 30 vorinstallierten NES-Spiele werden über einen Softwareemulator abgespielt. Neben diesem vorinstallierten Angebot können offiziell keine weiteren Spiele installiert oder abgespielt werden. Mit einem Softwarehack ist es jedoch durch Überschreiben des Festwertspeichers möglich, weitere Inhalte hinzuzufügen.
Beim NES Classic Mini besteht im Unterschied zum NES die Möglichkeit, mit vier festgelegten Speicherpunkten pro Spiel den gegenwärtigen Spielstand zu sichern und diesen später wieder weiterzuspielen.
Das NES Classic Mini besitzt keinen Internetanschluss und ist nicht kompatibel mit den Controllern des NES; für die kompatiblen Nintendo Classic Mini: NES-Controller finden sich auf der Vorderseite zwei Steckplätze.

## Steuerung
Die Steuerung der NES Classic Mini erfolgt entweder mit dem im Lieferumfang enthaltenen Nintendo Classic Mini: NES-Controller oder über den Classic Controller (Pro) der Wii. Der NCM: NES-Controller hat die gleiche Größe wie der Controller der ursprünglichen NES. Dazu kann der Nintendo Classic Mini: NES-Controller auch mit einer Wii-Fernbedienung verbunden werden und so als Steuerung für Virtual-Console-NES-Spiele auf der Wii und Wii U dienen.

## Famicom Mini

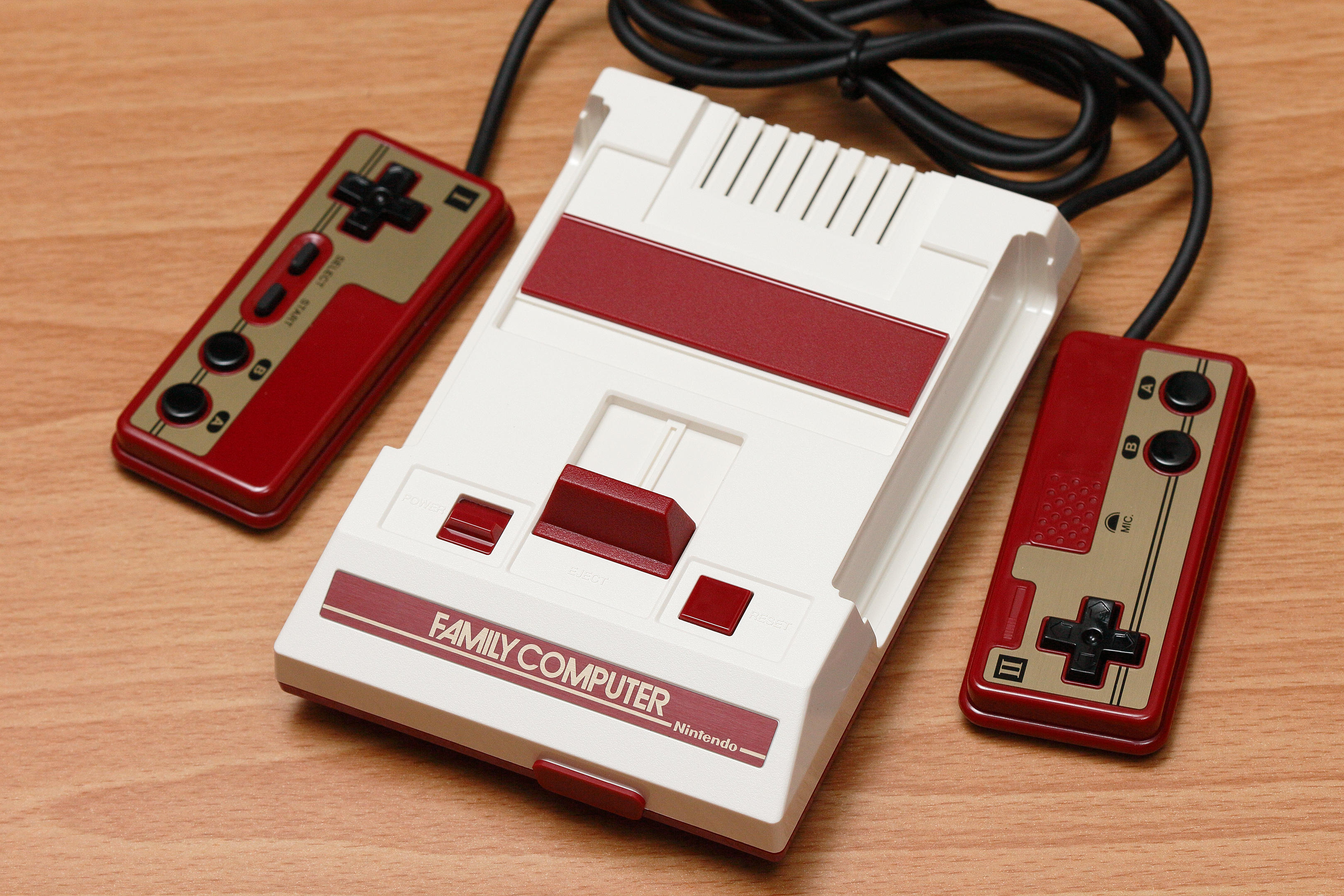
Nintendo Classic Mini: Family Computer

Am 10. November 2016 wurde der Nintendo Classic Mini: Family Computer in Japan veröffentlicht. Bei dieser Konsole handelt es sich um das japanische Pendant zum Nintendo Classic Mini: Nintendo Entertainment System und ist somit die technisch verbesserte und kompaktere Neuauflage des Nintendo Family Computers (kurz Famicom) von 1983. Neben dem Gehäuse gibt es bei der Auswahl der 30 vorinstallierten Spiele Unterschiede. 22 Spiele des NES Classic Mini und des Famicom Mini sind identisch, hingegen unterscheiden sie sich in 8 Spielen.

## Kritiken
Die NES Classic Mini bekam überwiegend positive Bewertungen. Als Kritikpunkte wurden das zu kurze Controller-Kabel, der fehlende Steckdosenadapter im Lieferumfang und die Begrenzung auf 30 Spiele durch das Fehlen einer Schnittstelle genannt.
Nintendo wurde für die zu niedrig produzierten Stückzahlen und den daraus entstandenen Lieferengpässen kritisiert. Reggie Fils-Aime (COO von Nintendo America) sagte dazu: „Was passiert ist, ist, dass die globale Nachfrage alles in den Schatten gestellt hat, was wir uns ausgemalt hatten. Deshalb kam es zu den Engpässen.“ Durch die hohe Nachfrage und die geringe Verfügbarkeit wurde die Konsole bei diversen Verkaufsportalen zu überteuerten Preisen angeboten.

## Galerie

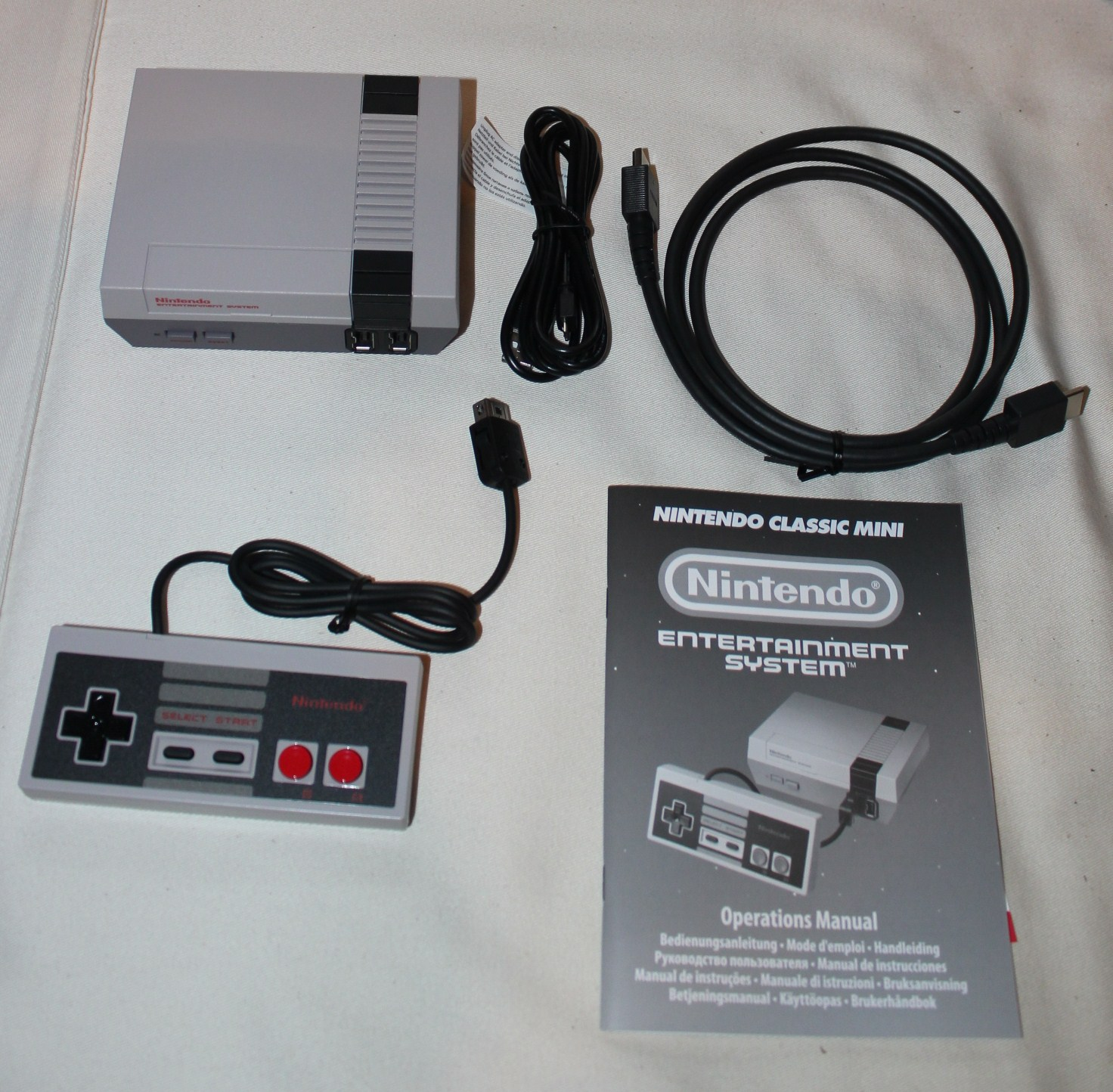
Lieferumfang
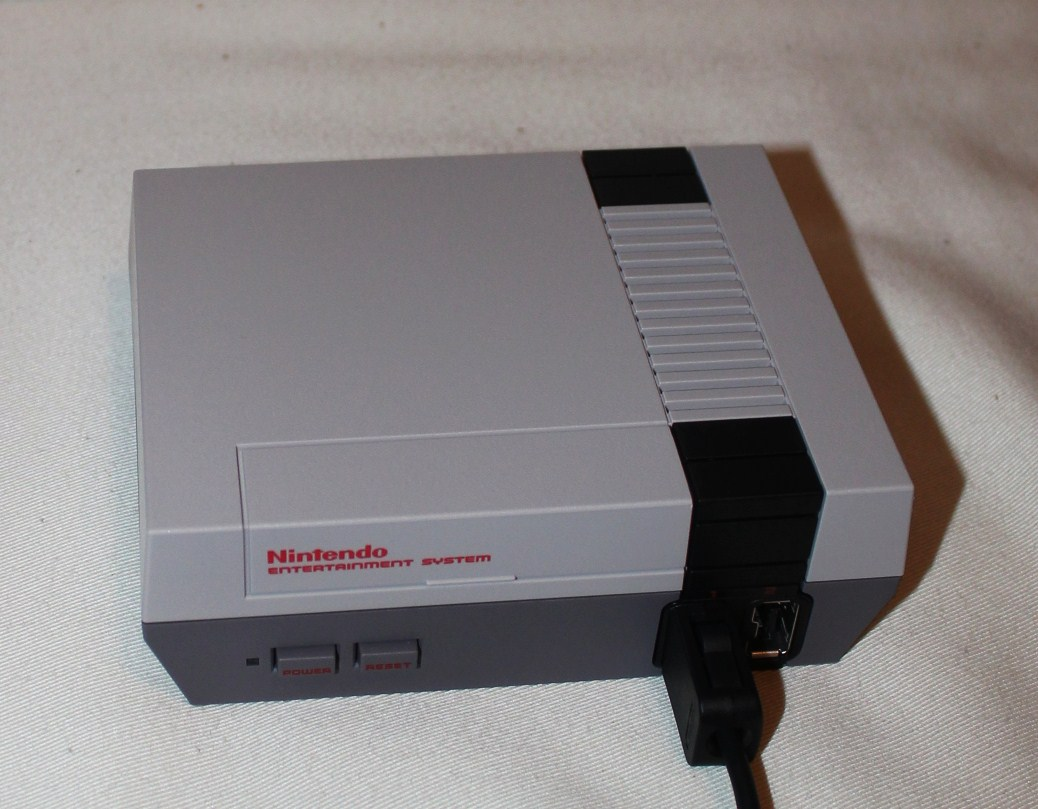
NES-Classic-Mini-Konsole
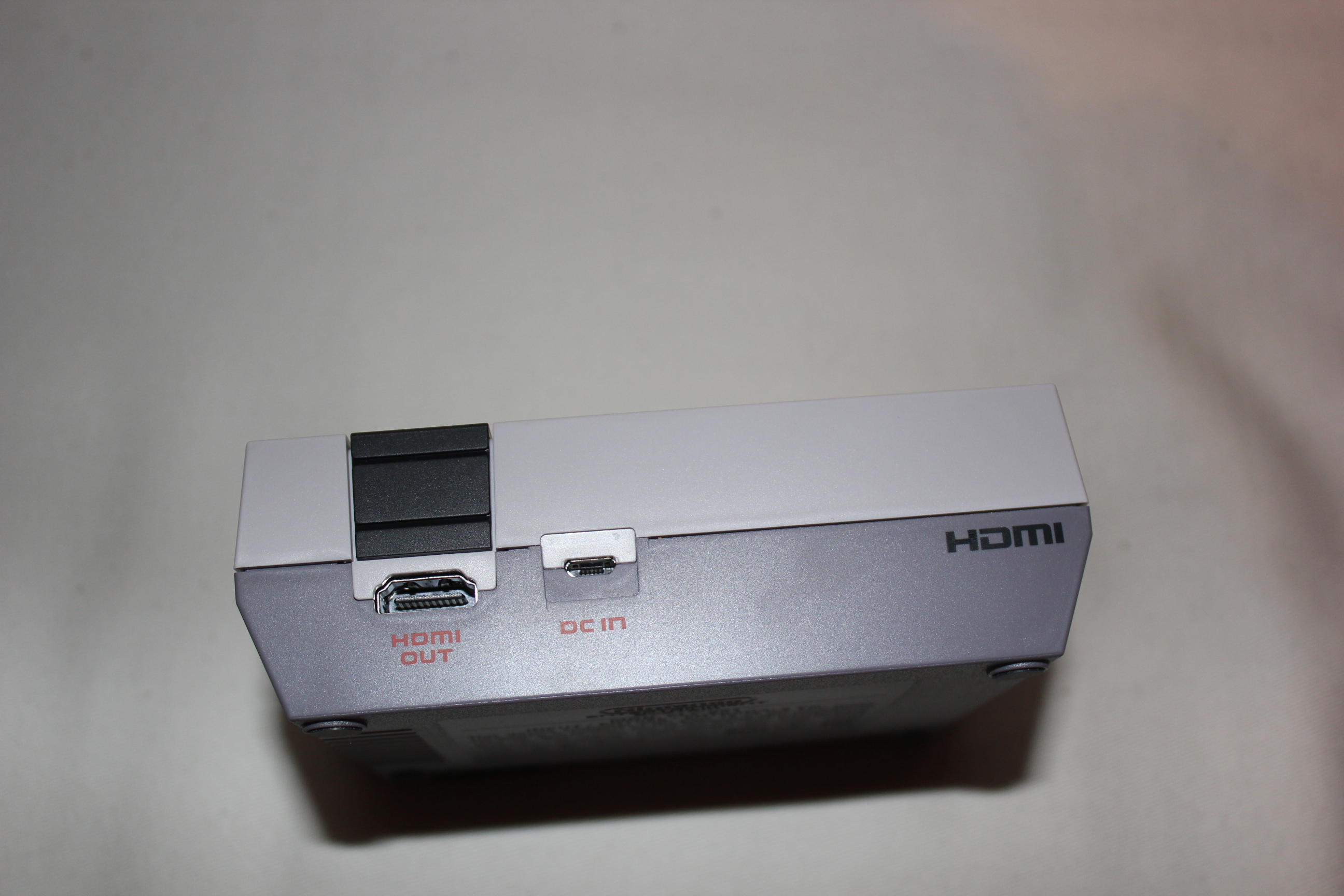
Rückseite der NES-Classic-Mini-Konsole
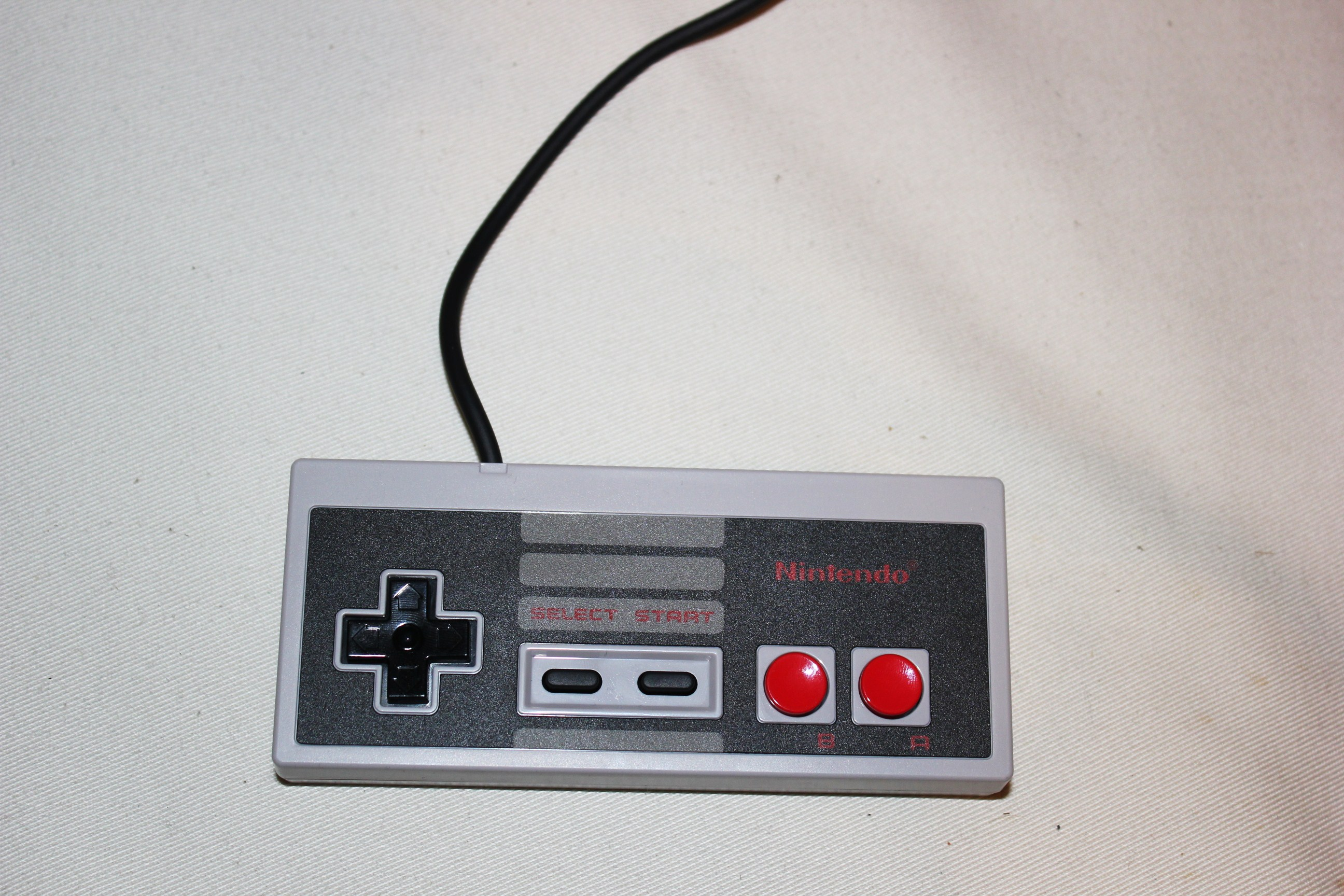
Detailansicht des NES-Classic-Mini-Controllers
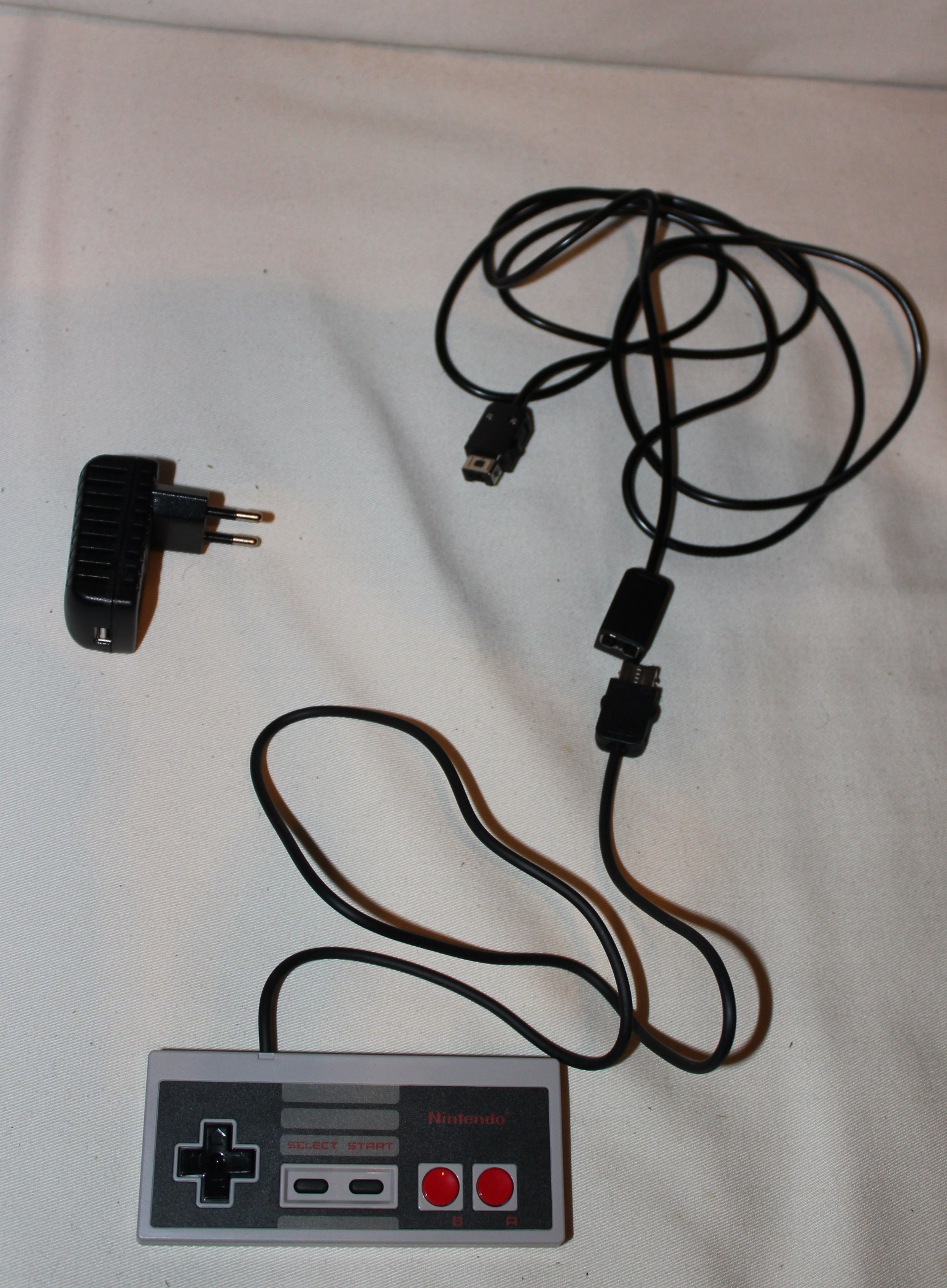
Zubehör: Steckdosenadapter und ein Verlängerungskabel für den NES-Classic-Mini-Controller
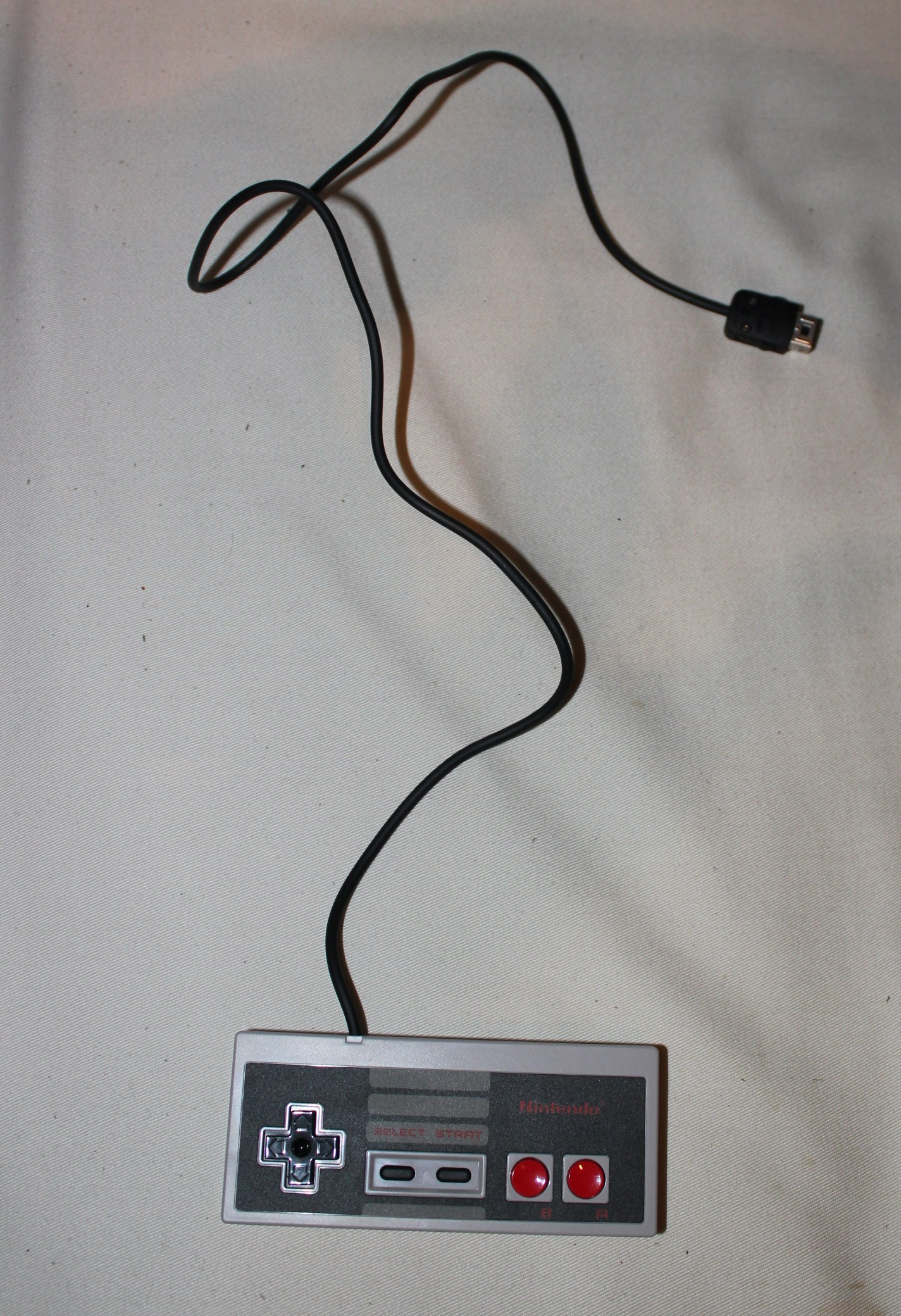
NES-Classic-Mini-Controller